# Denzel Simusialela
Denzel Simusialela (* 22. Februar 2004) ist ein simbabwischer Leichtathlet, der sich auf den Sprint spezialisiert hat. 2022 gewann er bei den Afrikameisterschaften in Port Louis die Bronzemedaille mit der simbabwischen 4-mal-100-Meter-Staffel.

## Sportliche Laufbahn
Erste internationale Erfahrungen sammelte Denzel Simusialela im Jahr 2022, als er bei den Afrikameisterschaften in Port Louis mit 21,53 s in der ersten Runde im 200-Meter-Lauf ausschied und mit der simbabwischen 4-mal-100-Meter-Staffel in 39,81 s gemeinsam mit Ngoni Makusha, Dickson Kamungeremu und Tapiwa Makarawu die Bronzemedaille hinter den Teams aus Kenia und Südafrika gewann. Anschließend schied er bei den U20-Weltmeisterschaften in Cali mit 21,21 s im Vorlauf aus. Im Jahr darauf belegte er bei den U20-Afrikameisterschaften in Ndola in 10,76 s den siebten Platz im 100-Meter-Lauf und schied über 200 Meter mit 21,76 s im Halbfinale aus. Zudem gelangte er mit der Staffel mit 41,08 s auf Rang fünf.

## Persönliche Bestleistungen
- 100 Meter: 10,32 s (3,2 m/s), 4. Februar 2022 in Malawi
- 200 Meter: 20,95 s (+1,1 m/s), 22. Mai 2022 in Lusaka